# St. Ottilia (Neustadt bei Coburg)

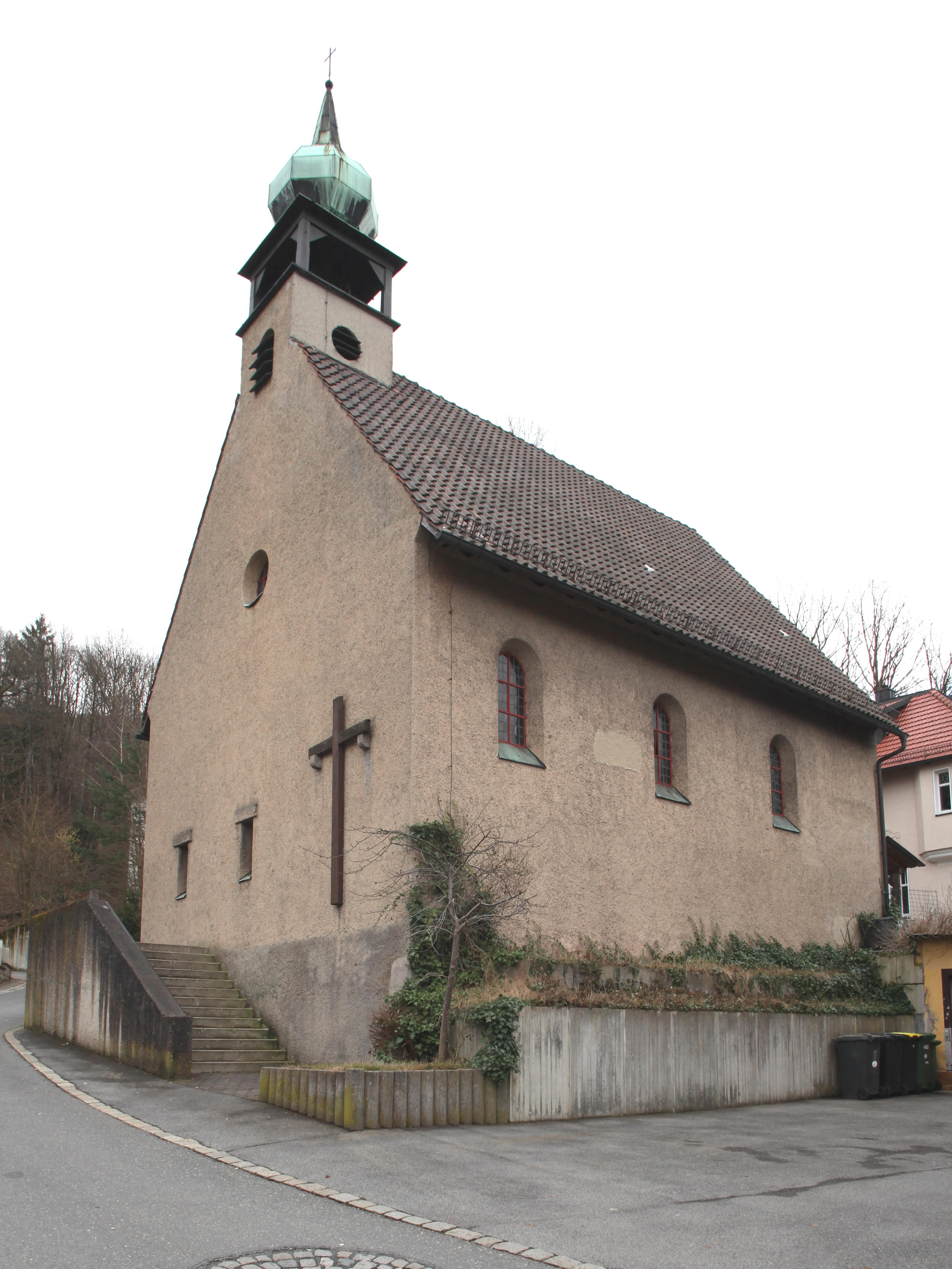
Kirche St. Ottilia in Neustadt bei Coburg

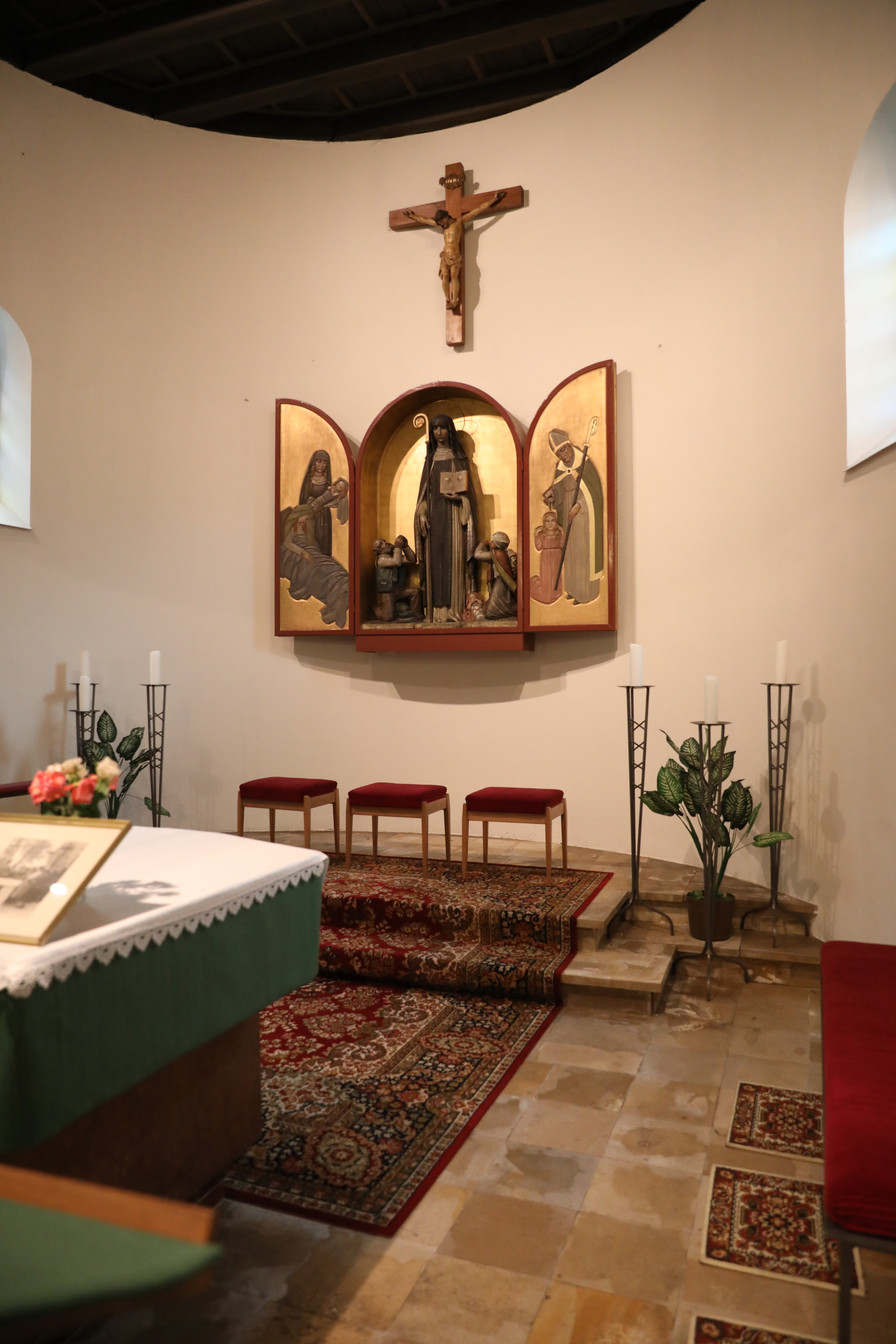
Hochaltar

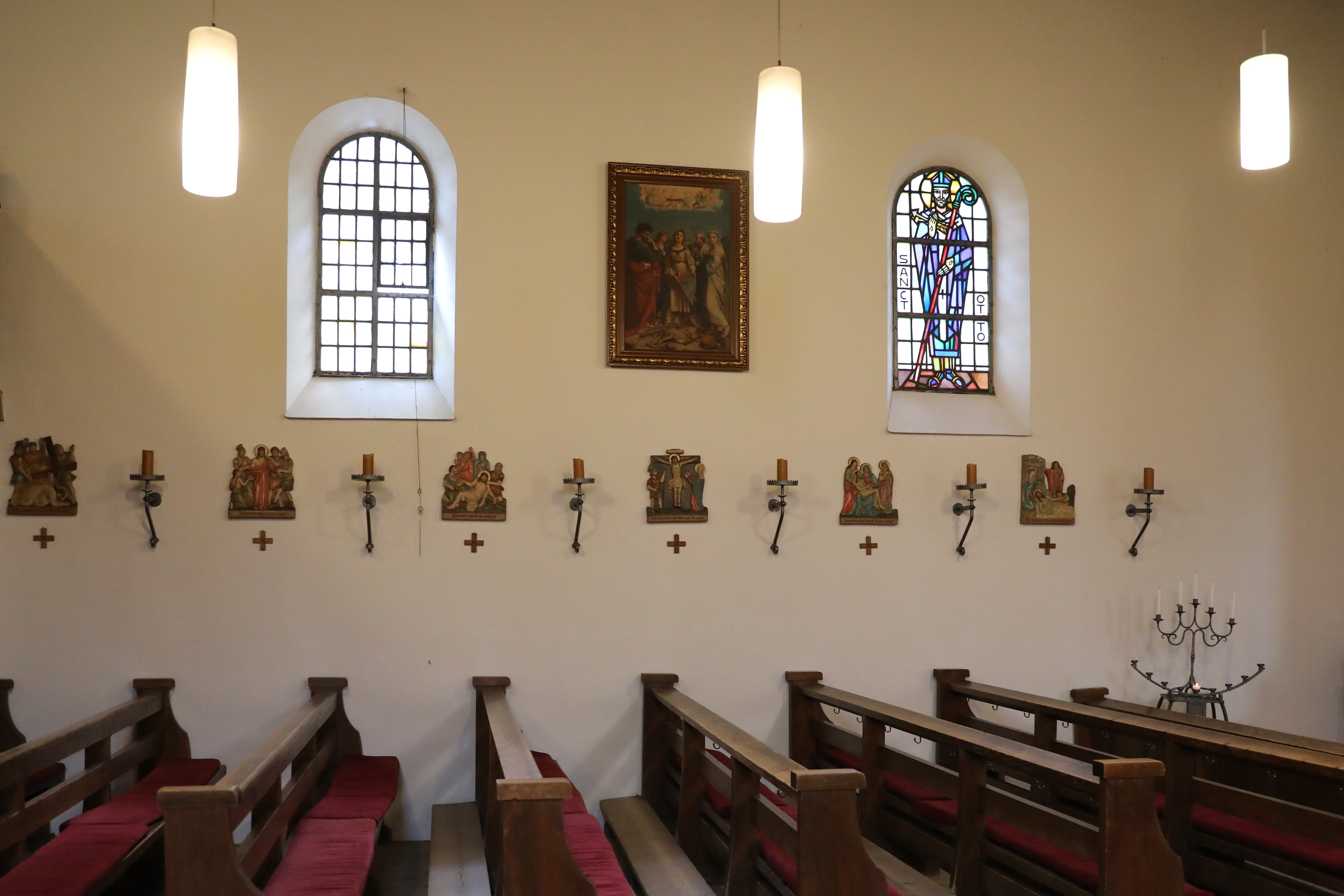
Kreuzwegstationen

Die römisch-katholische Kirche St. Ottilia in Neustadt bei Coburg wurde 1930 geweiht und steht unter Denkmalschutz.

## Geschichte
Im Jahr 1907 lebten rund 100 Katholiken in Neustadt, die die Gottesdienste der Pfarrei St. Stefan in Sonneberg besuchten. Am 25. Juni 1922 wurde erstmals nach der Reformation wieder eine heilige Messe in der Stadt gefeiert. Diese fand in einer zu einer Kapelle umgestalteten Katine im Werk III der Max Oscar Arnold Fabrik statt. Aufgrund der industriellen Entwicklung Neustadts lebten damals etwa 200 Menschen in der Stadt, die sich zum katholischen Glauben bekannten.
Die pastorale Betreuung der Gläubigen oblag anfangs St. Augustin in Coburg. Sie wurde 1925 der näher gelegenen Sonneberger Pfarramt St. Stefan übertragen. Am 21. November 1925 erwarb die Coburger Kirchenverwaltung die Villa Rosalie in der Gabelsbergerstraße 2, die als Pfarrhaus und die angebaute Werkstätte als Betsaal genutzt wurde. In den folgenden Jahren strebte die Kirchenverwaltung für die Diasporagemeinde den Bau einer kleinen Kirche im Garten des Anwesens an. Mit Hilfe einer vom bayerischen Kultusminister genehmigten Landeskollekte und durch den Erhalt einer Vorzugsspende vom Bonifatiusverein konnten die zum Bau erforderlichen finanziellen Mittel von 44.000,-- RM sichergestellt werden.
Die Planung des Kirchengebäudes oblag nach Vermittlung durch den Weihbischof in Bamberg Adam Senger dem Münchner Architekten Georg Holzbauer. Der erste Spatenstich war am 14. Juli 1930 und die Grundsteinlegung am 27. Juli. Die feierliche Konsekration nahm der Bamberger Erzbischof Johann Jakob von Hauck am 12. Oktober vor. In Erinnerung an eine frühere Wallfahrtsstätte, die Ottilienkapelle auf dem benachbarten Muppberg, wurde die Kirche der heiligen Ottilia geweiht.
1933 wurde in Neustadt eine selbstständige Tochterkirchengemeinde mit insgesamt 294 Mitgliedern (einschließlich der zugehörigen Umlandgemeinden) eingerichtet. Die Betreuung der Gemeinde, die 1939 300 Mitglieder zählte, erfolgte bis 1945, mit Ausnahme der Jahre von 1936 bis Anfang 1942, durch Sonneberger Kapläne. Dies beendete die innerdeutsche Grenze zwischen Neustadt und Sonneberg.
Nach dem Zweiten Weltkrieg wuchs aufgrund der Vertriebenen die Zahl der Gemeindemitglieder auf über 1500. Anfang 1946 folgte daher die Erhebung der Tochterkirchengemeinde zu einer selbstständig verwalteten Lokalkaplanei mit einem eigenen Geistlichen. Am 25. Oktober 1956 erhob der Bamberger Erzbischof Josef Schneider schließlich die Kaplanei Neustadt zur Pfarrei und ernannte den seit 1952 zuständigen Kaplan Oskar Probst zum ersten Pfarrer. Es war nach der Reformation die zweite selbstständige Pfarrei auf dem Gebiet des ehemaligen Herzogtums Sachsen-Coburg. 1966/1967 erfolgte nach den Bestimmungen des Zweiten Vatikanischen Konzils eine Umgestaltung des Altarraums. Die Kanzel wurde entfernt und der Hochaltarmensa in einen Zelebrationsaltar umgewandelt. Ein Anstieg der Gemeindemitgliederzahl auf fast 2000 führte Anfang der 1970er Jahre zum Bau einer neuen, wesentlich größeren Pfarrkirche auf dem Gelände Am Moos nach Plänen des Coburger Architekten Josef Rauschen. Die neue Pfarrkirche Verklärung Christi wurde am 18. Juli 1971 geweiht.

## Baubeschreibung
St. Ottilia steht an einem Hang und ist aufgrund der Höhenunterschiede im Gelände durch eine Treppenanlage erschlossen. Am Haupteingang an der Ostseite entstand ein kleiner Kirchplatz. Das Gotteshaus ist ein nach Süden ausgerichteter, verputzter Saalbau der von einer Holzbalkendecke überspannt wird. Eine kleine Empore befindet sich an der Nordseite. Ein runder Triumphbogen verbindet das Kirchenschiff mit einem halbrunden eingezogenen, um eine Stufe erhöhten Chor. Den oberen Abschluss bildet ein Satteldach mit einem Giebelreiter und einem Zwiebeltürmchen über dem Nordgiebel. Östlich vom Chor steht die unterkellerte Sakristei. Das Kirchenschiff hatte anfangs 126 Sitzplätze.
Der geschnitzte, bemalte und vergoldete Hochaltar ist als Flügelaltar gestaltet und zeigt Szenen aus der Legende der heiligen Ottilia, die als Halbrelief dargestellt ist. Zu ihren Füssen kniet eine blinde Familie. Auf dem rechten Flügel ist ein Bischof, der die blinde Ottilia tauft, dargestellt und auf dem linken Flügel die heilige Ottilia, die einer Wöchnerin mit ihrem Kind hilft. Der Flügelaltar und verschiedene Skulpturen sind Werke des Münchner Künstlers Hans Panzer von 1930. Die beiden Glocken stammen aus Kloster Weyarn und wurden im 17. Jahrhundert gegossen. Seit 1935 schmücken zwei bunte Glasfenster mit Darstellungen der Bamberger Bischöfe Otto und Heinrich II. und seit 1952 Kreuzwegstationen den Innenraum. 1966/67 wurde die Kanzel auf der linken Seite des Triumphbogens entfernt und durch eine alte Holzmadonna ersetzt. Der Tabernakel wurde vom Hauptaltar zum Seitenaltar versetzt und dort in die Wand eingelassen.
Für die Kirchenmusik gab es ein Harmonium, das 1989 durch eine elektrische Orgel ersetzt wurde.